# Ludwig von Starhemberg
Ludwig, książę von Starhemberg (ur. 12 marca 1762 w Paryżu, zm. 2 września 1833 w Dürnstein) – austriacki polityk i dyplomata, w latach 1793–1810 ambasador Austrii w Londynie.
Ludwig von Starhemberg urodził się w Paryżu, gdzie ojciec Georg Adam von Starhemberg pełnił wówczas misję dyplomatyczną. 21 września 1781 w Brukseli Ludwig ożenił się z Luise Franziska Pss von Arenberg.